# Prosphena scudderi
Prosphena scudderi är en insektsart som beskrevs av Bolívar, I. 1884. Prosphena scudderi ingår i släktet Prosphena och familjen Pyrgomorphidae. Inga underarter finns listade i Catalogue of Life.